# Tight Eyez
 (juin 2021).
Si vous disposez d'ouvrages ou d'articles de référence ou si vous connaissez des sites web de qualité traitant du thème abordé ici, merci de compléter l'article en donnant les références utiles à sa vérifiabilité et en les liant à la section « Notes et références ».
Ceasare Laron Willis alias Tight Eyez, ou The Style Ripper, ou encore The GOAT (Greatest Of All Times), né le 3 janvier 1985 à New York, est un krumper.

## Biographie
Tight Eyez est l'un des créateurs du Krump (Kingdom Radically Uplifted Mighty Praise) avec son ami Big Mijo (prononcé Mihow avec un "h" aspiré) aux alentours de 2000, et non Tommy the Clown, qui lui, a inventé le Clowning. On peut le voir dans le film documentaire Rize, sorti en 2005, avec d'autres danseurs tel que Big Mijo, Tommy The Clown, Lil C...
Avec son groupe de danseurs, les KrumpKings, Tight Eyez et Kokie Nassim aka The Doctor, il sort une série de 7 DVD intitulés "The Golden Series Of Krump", aussi sorti en 2005, dans lesquels il apprend à krumper, accompagné de ses divers "Lil Homies".
On peut aussi le voir dans le film de danse "Stomp The Yard" (Steppin' En France) au début du film, avec écrit sur le corps "Thug Life". Miss Prissy ainsi que Lil C et Neph aka T-Fly (neveu de Lil C) sont présents.
L'année 2007-2008 est marquée par la sortie de sa nouvelle série de DVD, "New Era Of Krump".
En 2008, il décide de créer le « Street Kingdom », avec l'intention de ramener le Krump à ses vraies valeurs, car certains ont essayé de le détourner de ses vraies origines et de son contexte original.
Street Kingdom
Spartan 
- Tight Eyez
- Enforcer
- B-Dash
- Daisy
- Knucklehead
- Killa Roc
- Baby Style Ripper
- Swingz
- Jr Knucklehead
- Cannon
- Lil B-Dash
- Faith
- Kidd Style Ripper
- JR Style Ripper
- Girl Street Bully
- Kid Reap

Tight Eyez a également participé au tournage du clip Papaoutai de Stromae. Il a aussi tourné dans le film step-up4 (the mob révolution).